# Trancoso (Portugal)
Trancoso ist eine Stadt (Cidade) und ein Kreis (Concelho) in Portugal mit 8413 Einwohnern (Stand 19. April 2021). Trancoso gehört zu den zwölf historischen Dörfern, den Aldeias Históricas de Portugal, und ist Teil der landesweiten Route historischer jüdischer Orte, der Rede de Judiarias.

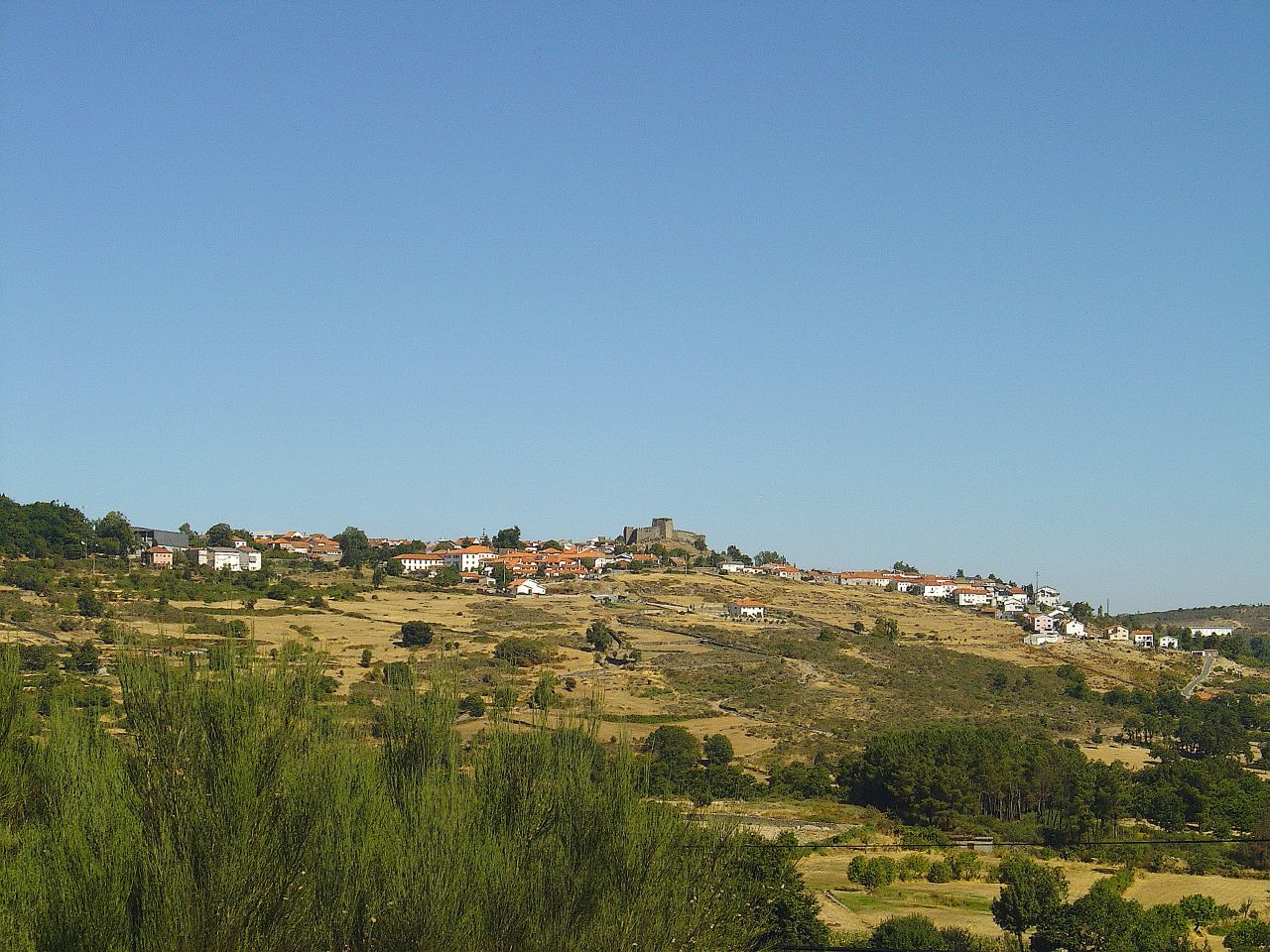
Blick auf Trancoso und Umgebung

## Geschichte
Keltische Lusitaner siedelten hier, bevor ab dem 1. Jahrhundert die Römer das Gebiet besetzten. 711 eroberten die Mauren den Ort und verstärkten seine Befestigungen. Zwischen 811 und 1160 wurden mindestens neun Schlachten um den Besitz von Trancoso geschlagen. Erstmals erhielt der Ort Stadtrechte (Foral) von Dom Afonso Henriques, der 1160 den Ort endgültig von den Arabern eroberte. Die Stadtrechte wurden 1207 von König D. Afonso II., 1391 von König D. João I., und 1510 von König D. Manuel I. bestätigt.
Der als Weissager in Portugal bekannt gewordene Schuhmacher und Volksdichter Gonçalo Anes Bandarra (1500–1556) stammte von hier.

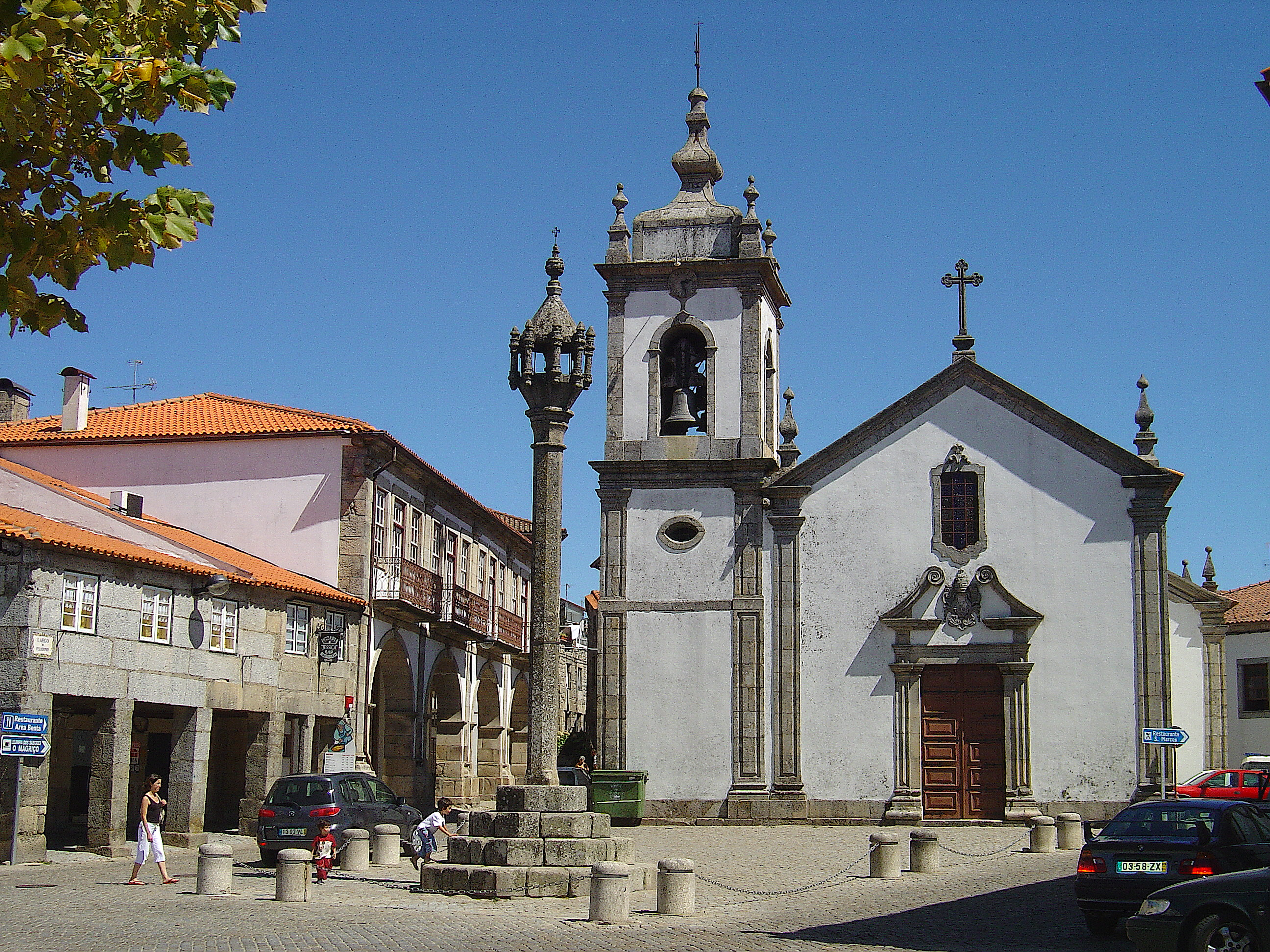
Im historischen Ortskern von Trancoso

Seit 2000 zählt Trancoso zu den zwölf, als Aldeias Históricas de Portugal (dt.: historische Dörfer Portugals) geschützten Ortschaften in Portugal. 2004 wurde die bisherige Vila (Kleinstadt) zur Cidade (Stadt) erhoben.
Eingedenk seiner jüdischen Gemeinde, die insbesondere im 14. und 15. Jahrhundert große Bedeutung im Ort hatte, wurde Trancoso in die 2011 gegründete Route der jüdischen Traditionsorte in Portugal (Rede de Judiarias) aufgenommen.

## Verwaltung

### Kreis
Trancoso ist Sitz eines gleichnamigen Kreises. Die Nachbarkreise sind (im Uhrzeigersinn im Norden beginnend): Mêda, Pinhel, Celorico da Beira, Fornos de Algodres, Aguiar da Beira, Sernancelhe sowie Penedono.
Das eigentliche Stadtgebiet von Trancoso wird aus den zwei Ortsgemeinden São Pedro und Santa Maria gebildet. Die folgenden Gemeinden (Freguesias) liegen im Kreis Trancoso:
Mit der Gebietsreform im September 2013 wurden mehrere Gemeinden zu neuen Gemeinden zusammengefasst, sodass sich die Zahl der Gemeinden von zuvor 29 auf 21 verringerte.

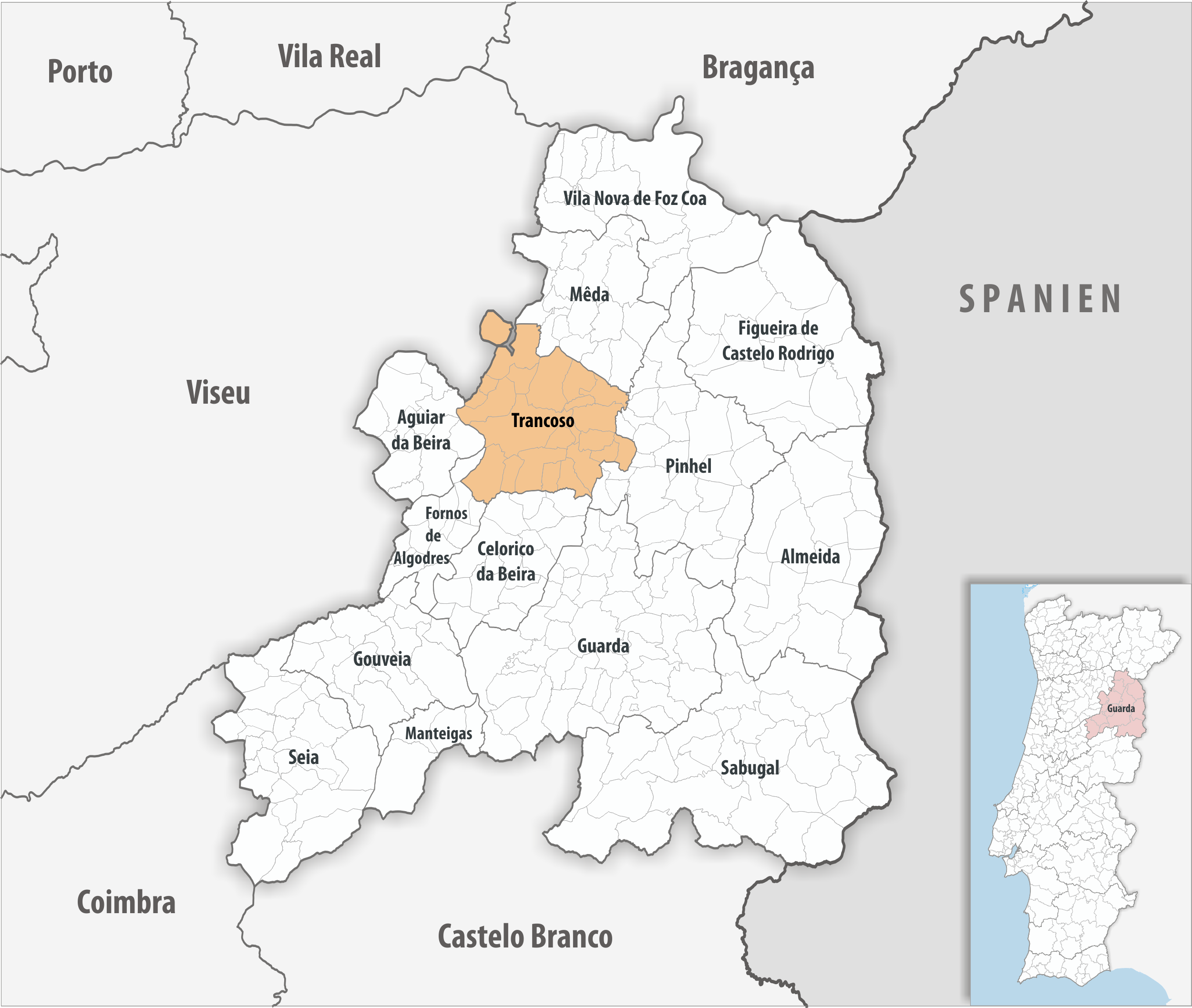
Kreis Trancoso

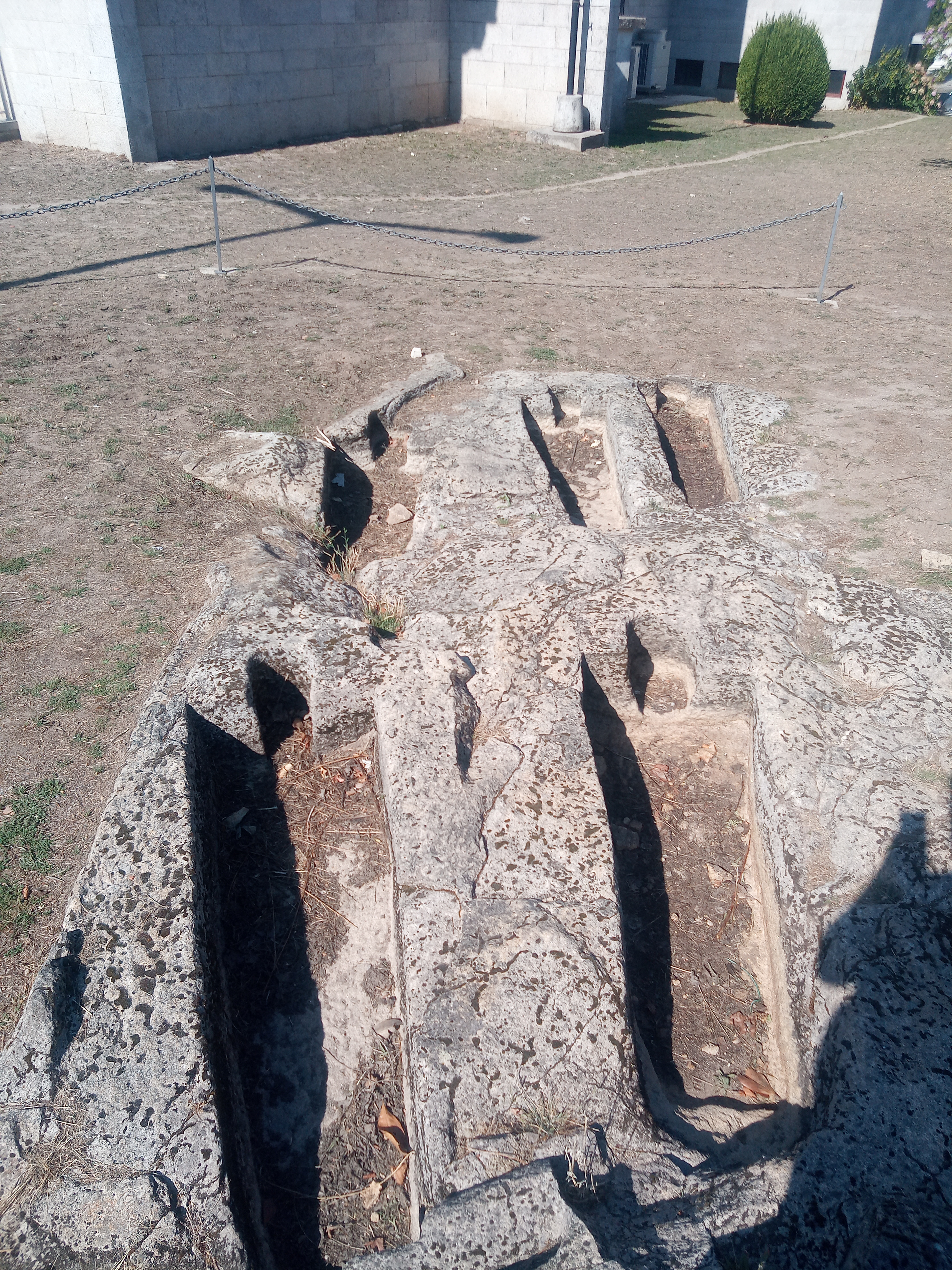
Im Ort liegen Anthropomorphe Felsgräber

| Gemeinde                                         | Einwohner (2021) | Fläche km² | Dichte Einw./km² | LAU- Code |
| ------------------------------------------------ | ---------------- | ---------- | ---------------- | --------- |
| Aldeia Nova                                      | 276              | 26,81      | 10               | 091301    |
| Castanheira                                      | 165              | 9,99       | 17               | 091303    |
| Cogula                                           | 168              | 4,64       | 36               | 091304    |
| Cótimos                                          | 188              | 13,48      | 14               | 091305    |
| Fiães                                            | 181              | 9,62       | 19               | 091307    |
| Freches e Torres                                 | 450              | 23,85      | 19               | 091330    |
| Granja                                           | 109              | 9,25       | 12               | 091309    |
| Guilheiro                                        | 126              | 13,68      | 9                | 091310    |
| Moimentinha                                      | 173              | 6,67       | 26               | 091311    |
| Moreira de Rei                                   | 411              | 32,93      | 12               | 091312    |
| Palhais                                          | 154              | 4,32       | 36               | 091313    |
| Póvoa do Concelho                                | 248              | 10,83      | 23               | 091314    |
| Reboleiro                                        | 247              | 4,49       | 55               | 091315    |
| Rio de Mel                                       | 279              | 23,36      | 12               | 091316    |
| Tamanhos                                         | 175              | 8,32       | 21               | 091321    |
| Torre do Terrenho, Sebadelhe da Serra e Terrenho | 345              | 29,39      | 12               | 091331    |
| Trancoso e Souto Maior                           | 3.191            | 58,04      | 55               | 091332    |
| Valdujo                                          | 158              | 15,31      | 10               | 091325    |
| Vale do Seixo e Vila Garcia                      | 186              | 20,35      | 9                | 091333    |
| Vila Franca das Naves e Feital                   | 876              | 16,04      | 55               | 091334    |
| Vilares e Carnicães                              | 307              | 20,14      | 15               | 091335    |
| Kreis Trancoso                                   | 8.413            | 361,51     | 23               | 0913      |

### Bevölkerungsentwicklung
| Einwohnerzahl im Kreis Trancoso (1801–2011) | Einwohnerzahl im Kreis Trancoso (1801–2011) | Einwohnerzahl im Kreis Trancoso (1801–2011) | Einwohnerzahl im Kreis Trancoso (1801–2011) | Einwohnerzahl im Kreis Trancoso (1801–2011) | Einwohnerzahl im Kreis Trancoso (1801–2011) | Einwohnerzahl im Kreis Trancoso (1801–2011) | Einwohnerzahl im Kreis Trancoso (1801–2011) | Einwohnerzahl im Kreis Trancoso (1801–2011) | Einwohnerzahl im Kreis Trancoso (1801–2011) |
| ------------------------------------------- | ------------------------------------------- | ------------------------------------------- | ------------------------------------------- | ------------------------------------------- | ------------------------------------------- | ------------------------------------------- | ------------------------------------------- | ------------------------------------------- | ------------------------------------------- |
| 1801                                        | 1849                                        | 1900                                        | 1930                                        | 1960                                        | 1981                                        | 1991                                        | 2001                                        | 2004                                        | 2011                                        |
| 10.349                                      | 13.910                                      | 17.966                                      | 17.602                                      | 18.224                                      | 13.099                                      | 11.484                                      | 10.889                                      | 10.639                                      | 9.878                                       |

### Kommunaler Feiertag
- 25. Mai

### Städtepartnerschaften
- Portugal: Castelo de Vide[7]

## Verkehr
Der Bahnhof der Gemeinde Vila Franca das Naves ist ein Halt der Eisenbahnstrecke Linha da Beira Alta.

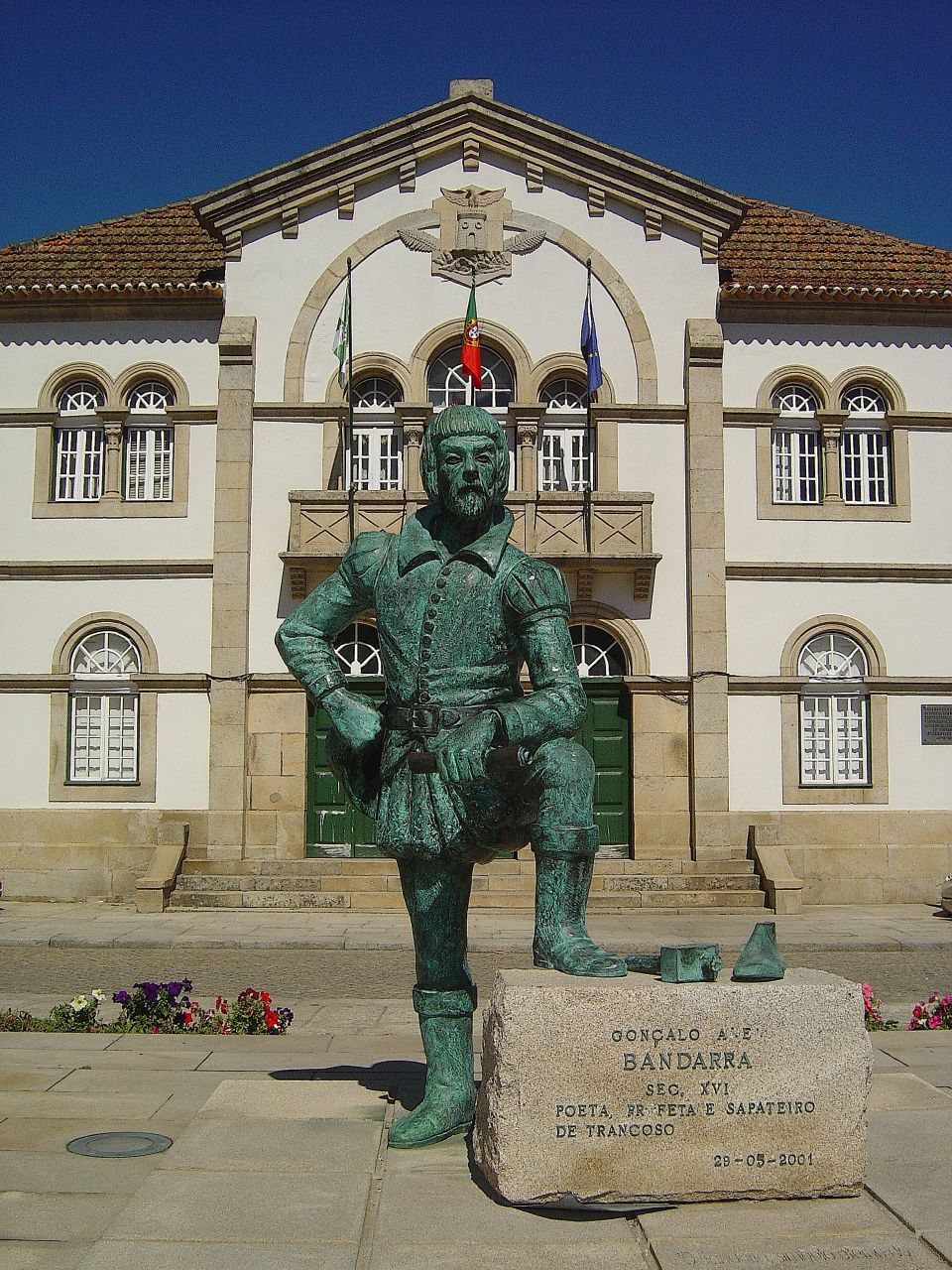
Denkmal Bandarras in Trancoso

Trancoso ist in das landesweite Busnetz der Rede Expressos eingebunden.
Die Stadt liegt an der Nationalstraße N226, die 4 km südöstlich die vierspurige Schnellstraße IP2 (hier auch Europastraße 802) kreuzt, die ihrerseits 14 km südlich auf die Autobahn A25 (hier auch Europastraße 80) trifft.

## Söhne und Töchter der Stadt
- Gonçalo Anes Bandarra (1500–1556), Schuhmacher und Dichter, gilt als portugiesischer Nostradamus
- Eduarda Lapa (1895–1976), Malerin
- Fausto Bordalo Dias (1948–2024), geboren in Vila Franca das Naves, Musiker
- Albuquerque Mendes (* 1953), Maler und Performancekünstler